# Zahomce
Zahomce – wieś w Słowenii, w gminie Vransko. W 2018 roku liczyła 66 mieszkańców.